# Jackman (Maine)
Jackman ist eine Town im Somerset County des Bundesstaates Maine in den Vereinigten Staaten. Im Jahr 2020 lebten dort 782 Einwohner in 684 Haushalten auf einer Fläche von 109,87 km².

## Geographie
Nach dem United States Census Bureau hat Jackman eine Gesamtfläche von 109,87 km², von der 106,86 km² Land sind und 3,0 km² aus Gewässern bestehen.

### Geographische Lage
Jackman liegt zentral im Somerset County. Im Nordwesten grenzt der See Wood Pond an das Gebiet, im Südwesten der Attean Pond und im Nordosten der Long Pond. Diese sind durch einen Fluss verbunden. Es gibt weitere kleinere Seen auf dem Gebiet der Town. Die Oberfläche ist leicht hügelig, der 616 m hohe Owls Head ist die höchste Erhebung.

### Nachbargemeinden
Alle Entfernungen sind als Luftlinien zwischen den offiziellen Koordinaten der Orte aus der Volkszählung 2010 angegeben.
- Norden: Moose River, 10,0 km
- Nordosten: Seboomook Lake, Unorganized Territory, 55,2 km
- Osten: Northeast Somerset, Unorganized Territory, 28,3 km
- Süden und Westen: Northwest Somerset, Unorganized Territory, 21,5 km

### Stadtgliederung
In Jackman gibt es drei Siedlungsgebiete: Blair, Jackman und Jackman Station.

### Klima
Die mittlere Durchschnittstemperatur in Jackman liegt zwischen −12,2 °C (10 °F) im Januar und 18,3 °C (65 °F) im Juli. Damit ist der Ort gegenüber dem langjährigen Mittel der USA um etwa 9 Grad kühler. Die Schneefälle zwischen Oktober und Mai liegen mit bis zu zweieinhalb Metern mehr als doppelt so hoch wie die mittlere Schneehöhe in den USA; die tägliche Sonnenscheindauer liegt am unteren Rand des Wertespektrums der USA.

## Geschichte
Um 1810 wurde eine Straße durch das Moose River Valley gebaut, um neue Märkte zu erschließen. Diese Straße wurde „Old Canada Trail“ genannt oder auch „Arnolds Trail“ nach Benedict Arnold, der diese Route auf seinem Weg nach Québec genommen hat. Abgeschlossen wurde der Bau der Straße in den 1830er Jahren durch Captain James Jackman, der vom Bundesstaat Maine mit den Arbeiten betraut wurde. Nach ihm wurde die Town „Jackman“ benannt, die am 5. März 1895 organisiert wurde.
Zuvor war das Gebiet im Jahr 1852 als Moose River Plantation organisiert. Vermessen wurde das Gebiet unter der Bezeichnung Township No. 4, First Range North of Bingham's Kennebec Purchase (T4 R1 NBKP).
Die Canadian Pacific Railway erreichte mit einer Strecke im Jahr 1888 das Gebiet. Durch die Gründung der Kellogg Lumber Company am Long Pond im Jahr 1906 erlebte die Holzindustrie eine weitere Blüte und wurde zum Haupterwerbszweig für die Bewohner der Region.

### Einwohnerentwicklung
| Volkszählungsergebnisse – Town of Jackman, Maine | Volkszählungsergebnisse – Town of Jackman, Maine | Volkszählungsergebnisse – Town of Jackman, Maine | Volkszählungsergebnisse – Town of Jackman, Maine | Volkszählungsergebnisse – Town of Jackman, Maine | Volkszählungsergebnisse – Town of Jackman, Maine | Volkszählungsergebnisse – Town of Jackman, Maine | Volkszählungsergebnisse – Town of Jackman, Maine | Volkszählungsergebnisse – Town of Jackman, Maine | Volkszählungsergebnisse – Town of Jackman, Maine | Volkszählungsergebnisse – Town of Jackman, Maine |
| Jahr                                             | 1800                                             | 1810                                             | 1820                                             | 1830                                             | 1840                                             | 1850                                             | 1860                                             | 1870                                             | 1880                                             | 1890                                             |
| ------------------------------------------------ | ------------------------------------------------ | ------------------------------------------------ | ------------------------------------------------ | ------------------------------------------------ | ------------------------------------------------ | ------------------------------------------------ | ------------------------------------------------ | ------------------------------------------------ | ------------------------------------------------ | ------------------------------------------------ |
| Einwohner                                        |                                                  |                                                  |                                                  |                                                  | 10                                               | 12                                               |                                                  | 65                                               | 95                                               | 217                                              |
| Jahr                                             | 1900                                             | 1910                                             | 1920                                             | 1930                                             | 1940                                             | 1950                                             | 1960                                             | 1970                                             | 1980                                             | 1990                                             |
| Einwohner                                        | 352                                              | 667                                              | 902                                              | 1099                                             | 1069                                             | 964                                              | 984                                              | 848                                              | 1003                                             | 920                                              |
| Jahr                                             | 2000                                             | 2010                                             | 2020                                             | 2030                                             | 2040                                             | 2050                                             | 2060                                             | 2070                                             | 2080                                             | 2090                                             |
| Einwohner                                        | 718                                              | 862                                              | 782                                              |                                                  |                                                  |                                                  |                                                  |                                                  |                                                  |                                                  |

## Kultur und Sehenswürdigkeiten

### Bauwerke
In Jackman wurde ein Bauwerk unter Denkmalschutz gestellt und ins National Register of Historic Places aufgenommen.
- Moose River Congregational Church, 1998 unter der Register-Nr. 98001234.[10]

## Wirtschaft und Infrastruktur

### Verkehr
Durch Jackman führt der U.S. Highway 201 in nordsüdlicher Richtung. Im Village Jackman zweigt die Maine State Route 6 ab.

### Öffentliche Einrichtungen
Es gibt medizinische Einrichtungen in Jackman.
In Jackman befindet sich die Jackman Public Library in der Main Street.

### Bildung
Jackman gehört mit Moose River zur Regional School Unit 82 Msad 12.
Die Forest Hills Consolidated School in Jackman bietet Schulklassen vom Kindergarten bis zum 12. Schuljahr.